# Lian Sem Estrada
Lian Sem Estrada Jova (ur. 12 grudnia 1982) – kubański siatkarz, gra na pozycji rozgrywającego. 
Obecnie reprezentuje barwy Santiago de Cuba.